# 香港傳統糖果

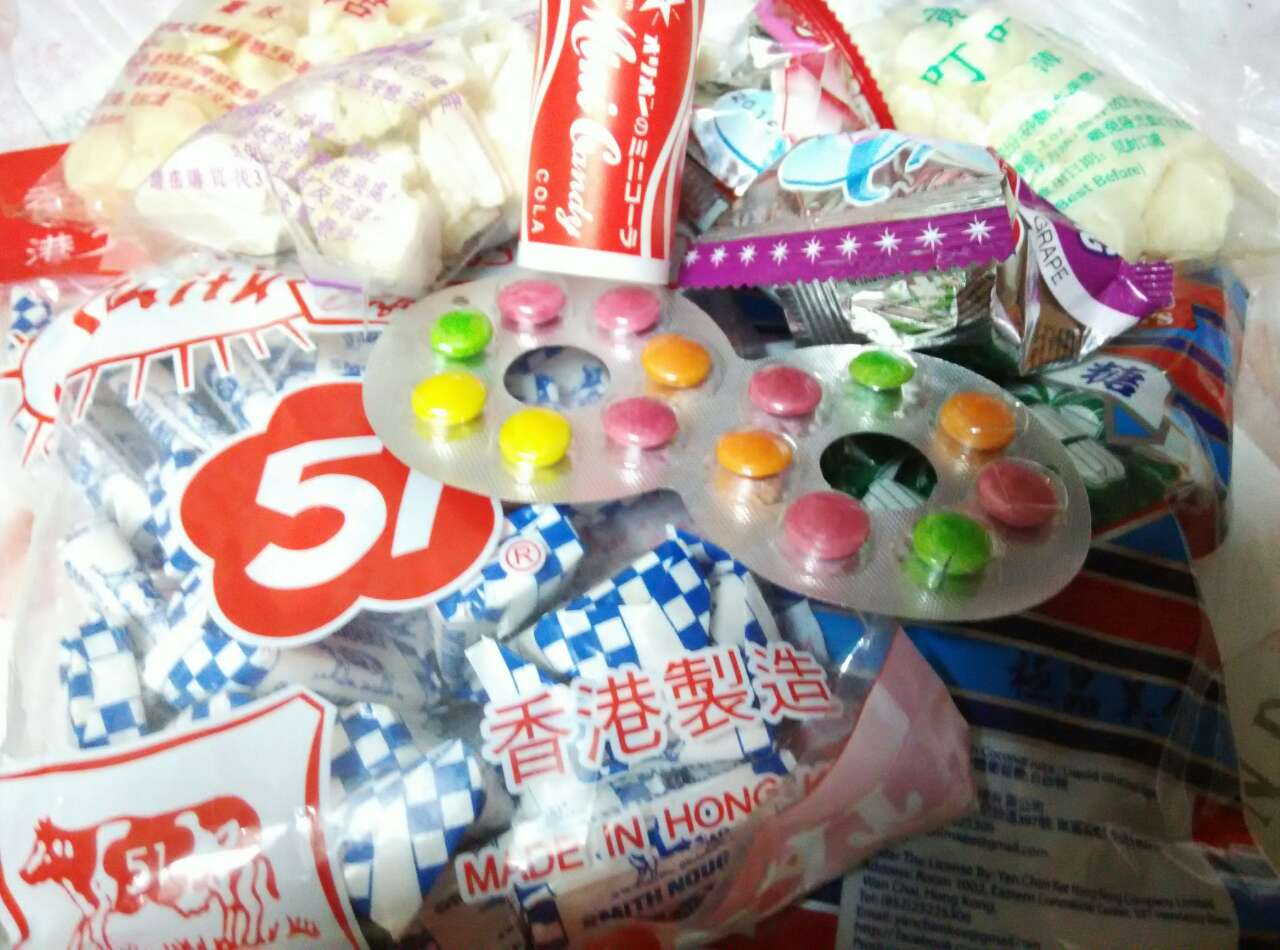
部份香港傳統糖果。

香港開埠以來曾有不少很受歡迎的傳統糖果，惟經過時代發展，這些糖果都已經式微，但它們背後卻意義重大，成為了港人的集體回憶。

## 簡介

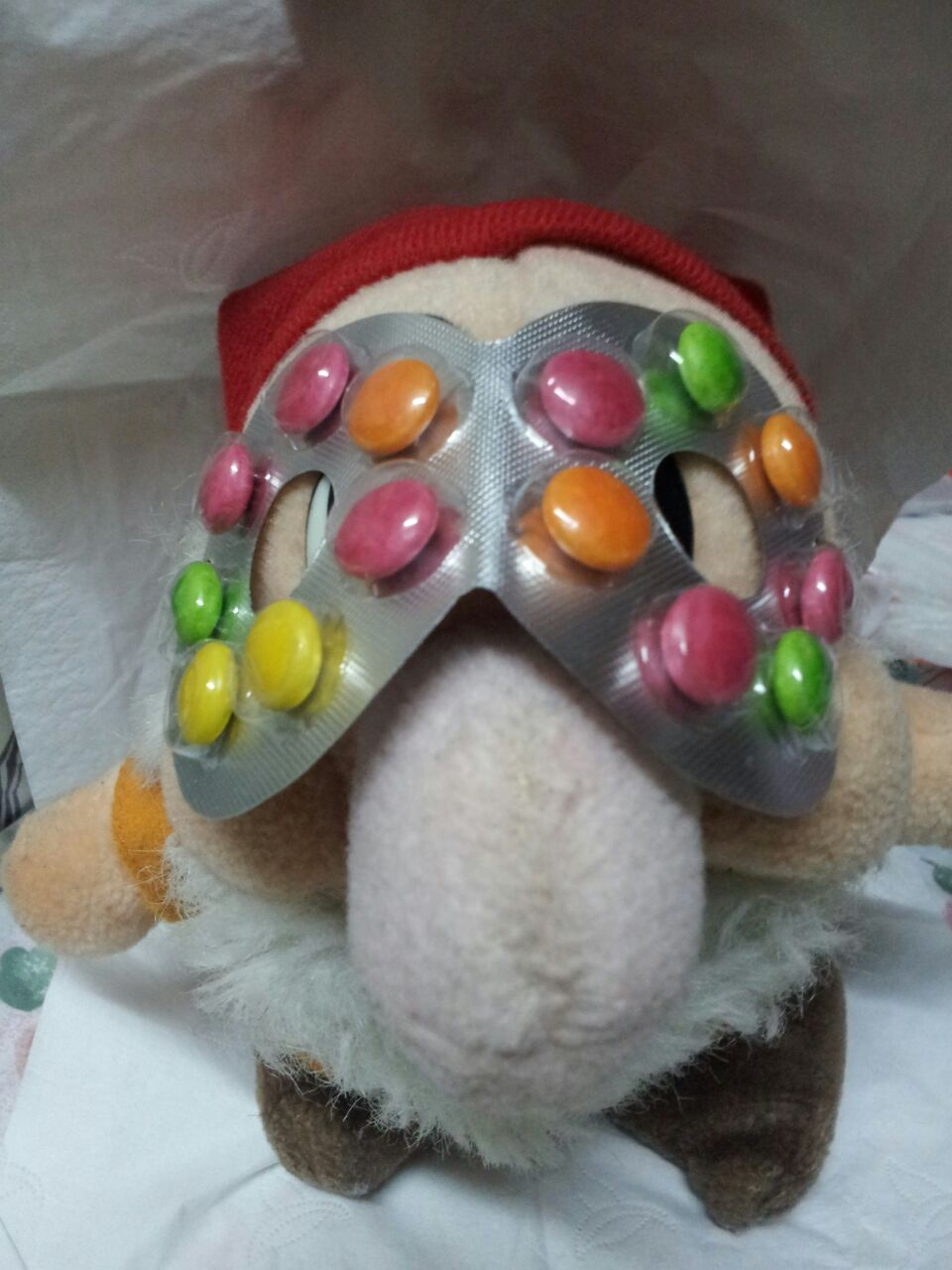
一隻公仔穿上了眼鏡糖。

在現今的香港，傳統糖果最常見是在農曆新年出現在全盒上。事實上，其卻隱含著背後意義，透過糖果表達對新一年的願景和祝福。
傳統糖果在香港歷史背景的地位很高，因為在1950-80年代，香港製造業是重要產業，而很多工人便以製造及包裝傳統糖果維生。傳統糖果一般會以特別的圖形和顏色吸引小朋友

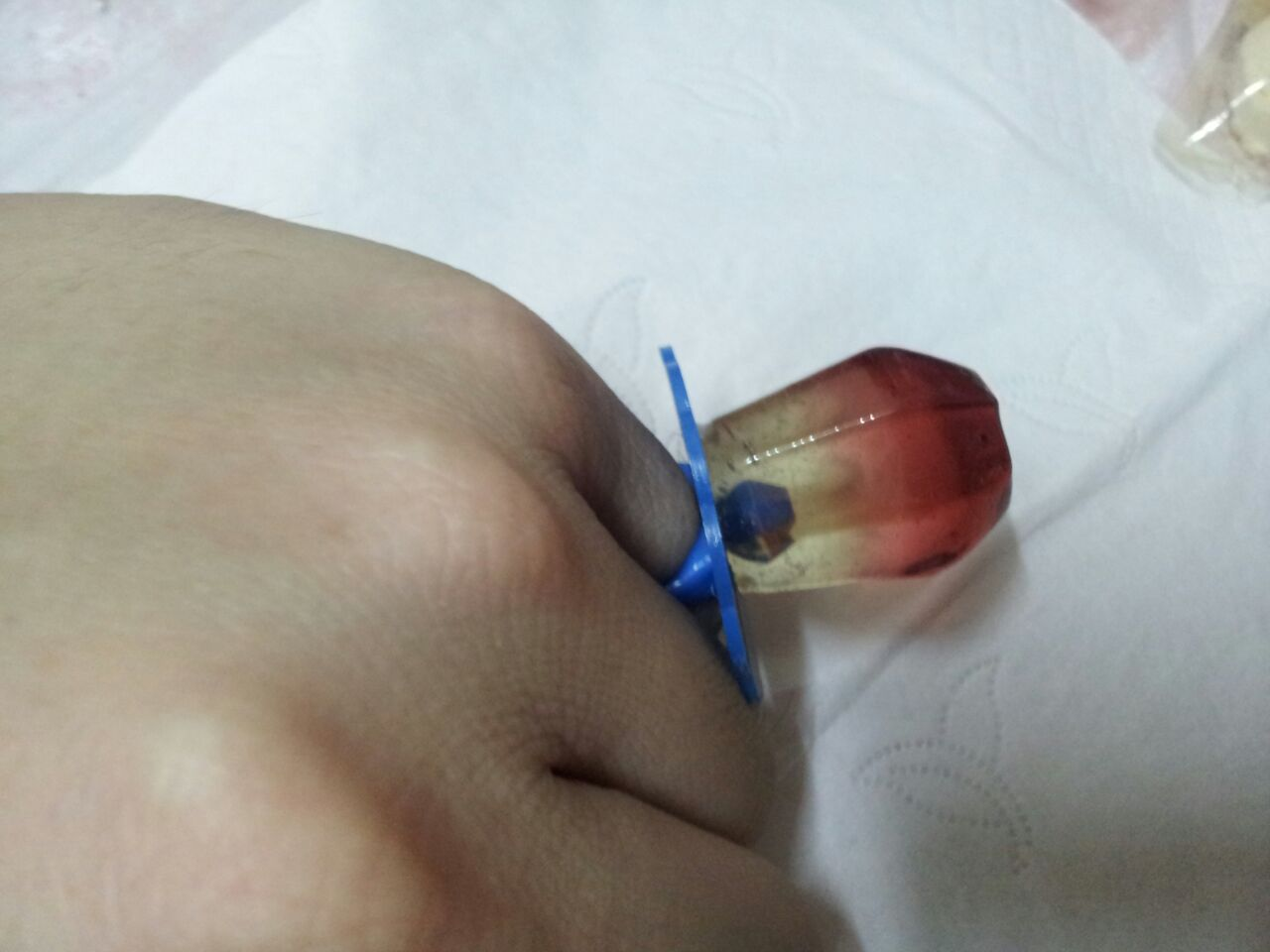
食用戒指糖時可以將它穿在手上。

不過，傳統糖果已逐漸式微，除了因為現今社會鼓吹健康飲食，這類糖果的糖份和熱量都較高，再加上隨著外國糖果入口的普及化，傳統糖果的市場已不斷萎縮，它現在的價值只成為香港傳統文化的一部份。

## 種類

### 得意糖果

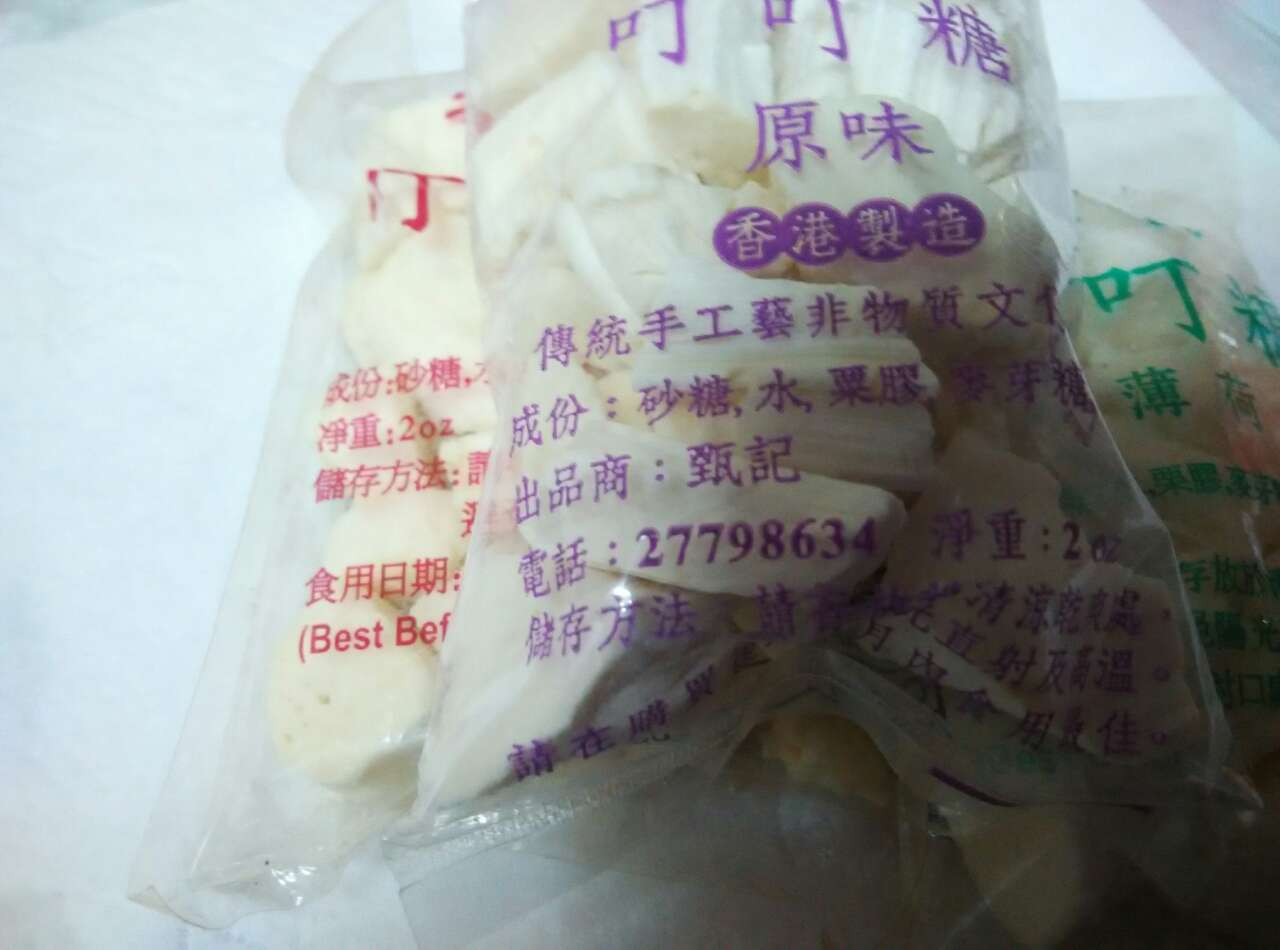
不同味道的叮叮糖

得意糖果的特色是它們的包裝很有趣，吸引小朋友。例子有眼鏡糖和戒指糖等，眼鏡糖以橫「8」字型的包裝，以錫紙包著朱古力豆，吃者只需用手指刺穿錫紙便能吃。戒指糖吃得時候很「可愛」，糖果含有一個膠製圓環，上面便是糖果，吃者只需將手指穿進圓環便可啜吃。由於這類糖果吃的時候很「得意」和「可愛」，朋友之間常以此為樂。不過它的背後亦有感人的民間小故事，小男孩會用這些得意糖果對自己心儀的女孩表達愛意。這兩種糖果價廉物美，由於當時經濟環境未如現今，這類糖果大受香港人歡迎。當時的眼鏡也不是人人能負擔，更何況戒指，因此這類得意糖果會以貴重物品作為綽頭，時常被顧客當作飾物。隨著現今經濟發展蓬勃，這類糖果亦開始式微。

### 啄啄糖
叮叮糖，又稱啄啄糖，是另一種香港傳統糖果。由麥芽及糖製成的硬麥芽糖。其他成份包括水、糖漿和芝麻等等。已在香港存在超過60年，但時至今日仍為不少港人所喜愛。它名為「叮叮糖」是因傳統製造過程時，小販會用槌子把大糖果敲打斬件，這個過程會產生「叮叮」的聲音，因而得名。

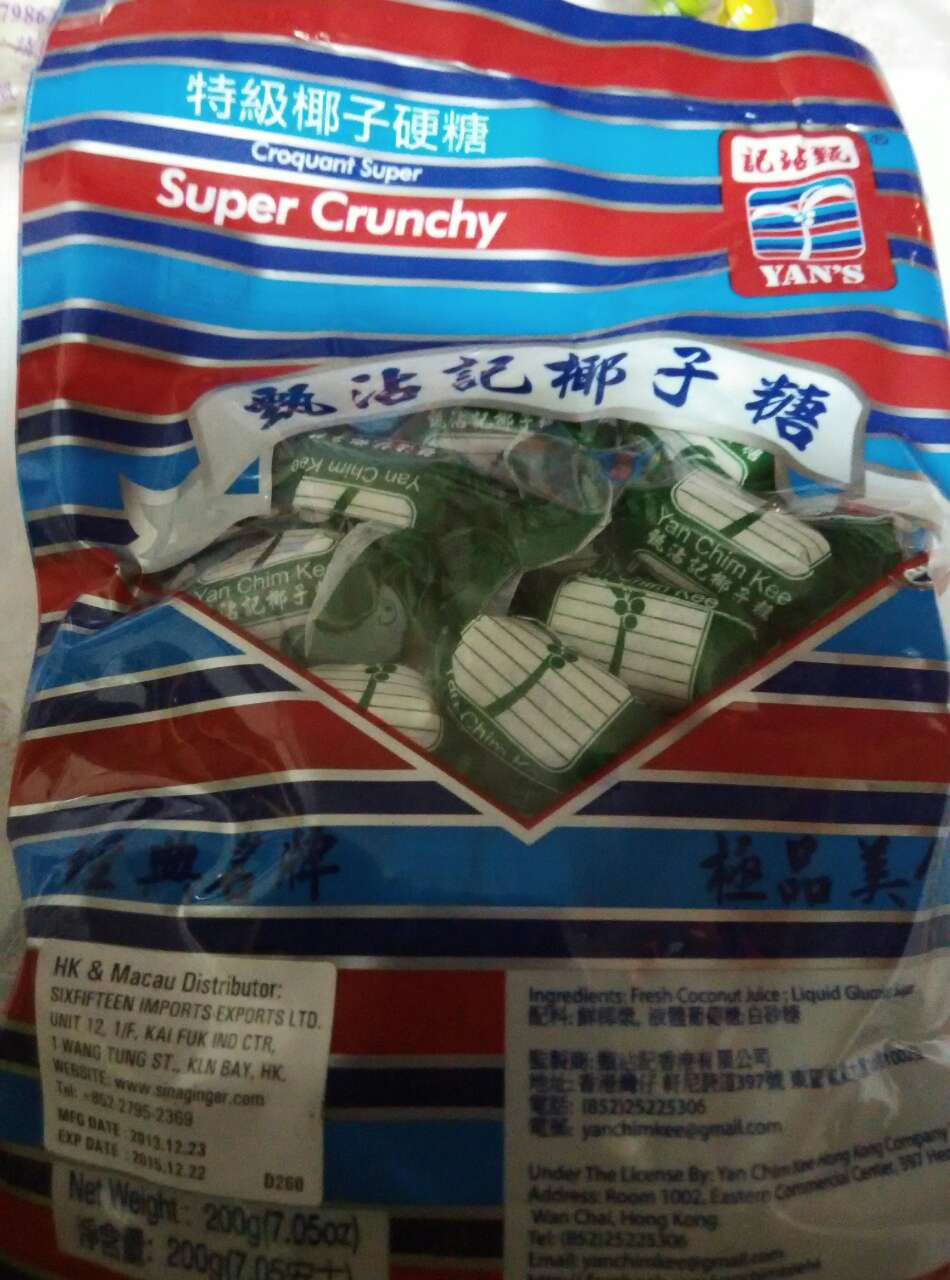
甄沾記椰子糖

### 椰子糖
甄沾記是一間老字號香港傳統糖果店，於1915年成立 ，而最著名為製造椰子糖。椰子糖亦是香港著名傳統糖果，曾因經濟不景而於2006年停業，其後2013年重新營業，延續港人集體回憶。椰子糖有紅、綠、黃三色，對於小朋友來說非常搶眼。椰子糖背後亦有深層意義，「椰子」即代表「爺」和「子」比喻三代同堂。糖亦代表著溫馨的家。
椰子糖是非常健康的糖果，它不含人造色素和防腐劑，只由新鮮椰汁和糖做成。椰子糖的初售價僅為5仙，但在當時已是非常高昂的價錢。2015年，甄誠記正式結束門市生意，只留內地生產椰子糖。

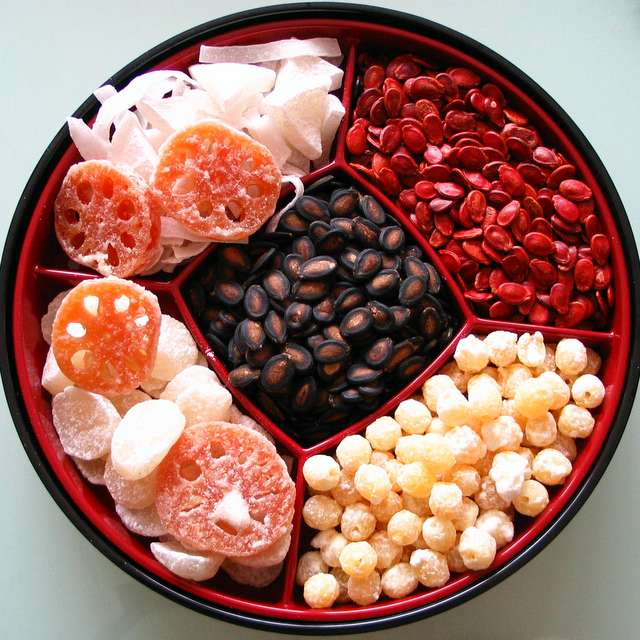
全盒

## 影響
傳統糖果並非只是一種糖果，它背後的意義更重大。不少傳統糖果都會在不同節日而流行，例如農曆新年，家家戶戶都會放置很多傳統糖果在全盒上。在中國傳統，糖果在慶祝節日扮演了一個很重要的角色。
當親朋戚友來家拜年，家庭便會大開全盒供訪客們享用。不同傳統糖果包括糖冬瓜、糖蓮子和煎堆等都是很受歡迎的糖果，這類糖果都有祝福的意思，例如蓮子比喻「連生貴子」。其他糖果包括朱古力金幣，亦有「恭喜發財」的意味，這是在農曆新年，家家戶戶總是將購買用金色錫紙包裝的朱古力的背後原因。
香港傳統糖果已成一項集體回憶，雖然現時全球化，林林總總的糖果不斷面世，但傳統糖果仍佔有一個重要位置。香港人除了品嚐糖果以外，在品嚐過程中與親朋好友互相分享喜悅才是為人津津樂道。當香港人重遇與自己同年代的人，傳統糖果便會勾起他們之間美好的回憶。